# Leptocarpus fluminicola
Leptocarpus fluminicola är en kräftdjursart som först beskrevs av Kemp 1917.  Leptocarpus fluminicola ingår i släktet Leptocarpus och familjen Palaemonidae. Inga underarter finns listade i Catalogue of Life.